# Muzyka ludowa

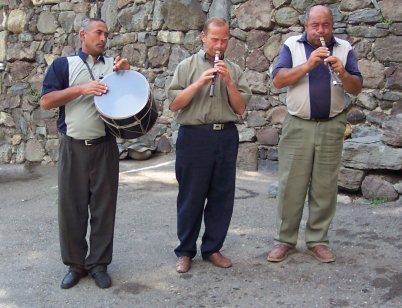
Ormiańscy muzycy ludowi

Muzyka ludowa – jeden z najstarszych przejawów kultury duchowej każdej grupy etnicznej. Miała związek z codziennym i religijnym życiem ludzi. Przetrwała na wsi. W miastach funkcjonują profesjonalne zespoły specjalizujące się uprawianiem muzyki ludowej (śpiew, akompaniament instrumentów ludowych, taniec). Ich występy nadal cieszą się popularnością podczas większych miejskich (lokalnych) imprez masowych i uroczystości.
Muzykę ludową charakteryzuje znaczna wielość wersji, naturalna skłonność do tworzenia wariantów. Lud tworzył własne melodie, ale też przekształcał inne melodie stosownie do własnych wymagań i zależnie od możliwości zespołu. Przekazywana była drogą zapamiętywania, a nie zapisu nutowego. 
Philip Tagg opracował trójkąt aksjomatyczny, na którego wierzchołkach znajdują się trzy rodzaje muzyki: muzyka ludowa (folk music), muzyka poważna (art music) i muzyka rozrywkowa (popular music). Muzyka ludowa w tym podziale ma z rozrywkową wspólny tylko brak rozbudowanej teorii, w tym estetyki, a z muzyką poważną brak masowej dystrybucji. Cechy typowe wyłącznie dla muzyki ludowej to: wykonywanie przede wszystkim przez amatorów, główny sposób utrwalania i dystrybucji – przekaz ustny, (a nie notacja muzyczna czy nagrania), typ społeczności, z którą jest związana – nomadyczno-ziemiański (a nie ziemiańsko-przemysłowy czy przemysłowy), sposób finansowania we współczesnym świecie – pozagospodarczy (a nie publiczny czy wolnorynkowy) oraz głównie anonimowe autorstwo.
Fryderyk Chopin często umieszczał w swoich kompozycjach zasłyszane na ulicy melodie, tak czyniło też wielu innych kompozytorów muzycznych.

## Muzyka ludowa w różnych krajach
- polska muzyka ludowa
- muzyka rumuńska
- węgierska muzyka ludowa
- niemiecka muzyka ludowa